# Lerådalens naturreservat
Lerådalens naturreservat ligger mellan Lerum och Stenkullen i Lerums kommun i Västra Götalands län.
Lerån slingrar sig igenom naturreservatet. Ån omges av ravinslänter och utmed vattnet växer lövträd. Slänterna och markerna ovanför ravinen utgörs av öppna betesmarker.
Naturreservat har ett rikt fågelliv. Här förekommer törnskata och mindre hackspett samt rovfåglar som tornfalk och ormvråk.
Naturreservatet bildades 2012 och är cirka 46 hektar stort. Naturvårdsförvaltare är Lerums kommun.